# Juan José Lobato
Juan José Lobato del Valle (Trebujena, 29 december 1988) is een Spaans voormalig wielrenner die sinds 2020 voor de in 2021 Euskaltel-Euskadi geheten wielerploeg uitkwam.
Als junior werd hij in 2006 nationaal kampioen op de weg. Op het wereldkampioenschap van 2010 werd hij negende in de wegwedstrijd voor beloften. In 2013 werd Lobato de eerste drager van de bolletjestrui in de honderdste Ronde van Frankrijk door in de eerste etappe als eerste boven te komen op de enige beklimming van de dag.

## Slaapmedicatie
Op 18 december 2017 werd het contract van Lobato bij zijn werkgever Team LottoNL-Jumbo ontbonden. Tijdens een trainingskamp gebruikte Lobato zonder medeweten van de ploegleiding en de medische staf slaapmedicatie. De renner bleek niet wakker te krijgen na het gebruik van slaapmedicatie en moest worden afgevoerd door een ambulance. Zijn teamgenoten Pascal Eenkhoorn en Antwan Tolhoek hadden eveneens slaapmedicatie gebruikt.

## Overwinningen
2006
 Spaans kampioen op de weg, Junioren
2011
Circuito de Getxo
2012
2e en 10e etappe Ronde van Chili
5e etappe Ronde van het Qinghaimeer
2013
2e etappe Ronde van Castilië en León
Circuito de Getxo
2014
3e etappe Ronde van Wallonië
1e etappe Ronde van Burgos
2015
2e etappe Tour Down Under
2e en 5e etappe Ruta del Sol
2016
3e etappe Ronde van Dubai
4e etappe Ronde van de Sarthe
1e etappe Ronde van Madrid
Eindklassement Ronde van Madrid
2017
1e etappe Ronde van de Ain
2018
Coppa Sabatini
2019
Puntenklassement Ronde van Hokkaido
2021
1e etappe Ronde van Alentejo
2022
5e etappe Ronde van Alentejo

## Resultaten in voornaamste wedstrijden
| Jaar | Ronde van Italië | Ronde van Frankrijk | Ronde van Spanje |
| ---- | ---------------- | ------------------- | ---------------- |
| 2011 |                  |                     | opgave           |
| 2012 |                  |                     | 174e             |
| 2013 |                  | 165e                |                  |
| 2014 |                  |                     |                  |
| 2015 | opgave           |                     |                  |
| 2016 |                  |                     |                  |
| 2017 |                  |                     | 114e             |
| 2018 |                  |                     |                  |
| 2019 | 134e             |                     |                  |
| 2020 |                  |                     |                  |
| 2021 |                  |                     | 136e             |

| Jaar | Milaan-San Remo | Gent-Wevelgem | Ronde van Vlaanderen | Parijs-Roubaix | Amstel Gold Race | Ronde van Lombardije | Eschborn-Frankfurt | Waalse Pijl | Cyclassics Hamburg |  | WK op de weg |  | Wereldranglijsten |
| ---- | --------------- | ------------- | -------------------- | -------------- | ---------------- | -------------------- | ------------------ | ----------- | ------------------ |  | ------------ |  | ----------------- |
| 2011 |                 |               |                      |                |                  |                      |                    |             |                    |  |              |  |                   |
| 2012 |                 |               |                      |                |                  |                      |                    |             |                    |  |              |  |                   |
| 2013 |                 | opgave        |                      |                |                  |                      |                    |             | 31e                |  |              |  | 182e (UWT)        |
| 2014 | 4e              | 21e           | opgave               | opgave         |                  |                      |                    |             | 8e                 |  |              |  | 69e (UWT)         |
| 2015 | 85e             | 13e           | opgave               |                |                  |                      |                    |             | 127e               |  | 52e          |  | 136e (UWT)        |
| 2016 | 143e            | opgave        | 35e                  |                |                  |                      |                    |             |                    |  | opgave       |  |                   |
| 2017 | 168e            |               |                      |                | 11e              |                      | 6e                 | 71e         |                    |  |              |  | 124e (UWT)        |
| 2018 | 80e             |               |                      |                | opgave           | opgave               | 10e                |             |                    |  |              |  |                   |
| 2019 |                 |               |                      |                |                  |                      |                    |             |                    |  |              |  |                   |
| 2020 |                 |               |                      |                |                  |                      |                    |             |                    |  |              |  |                   |
| 2021 |                 |               |                      |                |                  |                      |                    |             |                    |  |              |  |                   |

## Ploegen
- 2010 –  Andalucía-Cajasur (stagiair vanaf 1 augustus)
- 2011 –  Andalucía-Caja Grenada
- 2012 –  Andalucía
- 2013 –  Euskaltel Euskadi
- 2014 –  Movistar Team
- 2015 –  Movistar Team
- 2016 –  Movistar Team
- 2017 –  LottoNL-Jumbo
- 2018 –  Nippo-Vini Fantini-Europa Ovini
- 2019 –  Nippo-Vini Fantini-Faizanè
- 2020 –  Fundación-Orbea
- 2021 –  Euskaltel-Euskadi
- 2022 –  Euskaltel-Euskadi
- 2023 –  Euskaltel-Euskadi

Aberasturi ·
Antón ·
Astarloza ·
Azanza ·
Bilbao ·
Bravo ·
Chaoufi (tot 12/08) ·
García ·
G. Izagirre ·
J. Izagirre ·
Kocjan ·
Landa ·
Lobato ·
Martínez ·
Mestre ·
Mínguez ·
Nieve ·
Oroz ·
Pérez ·
Radochla ·
Sáez de Arregui ·
Sánchez ·
Schulze ·
Serebrjakov (tot 06/04) ·
Sicard ·
Tamouridis ·
Txurruka ·
Urtasun ·
Verdugo ·
Vrečer
Amador · Antón · Capecchi · Castroviejo · Dowsett · Erviti · Gadret ·  Gutiérrez · Jesús Herrada · José Herrada · Intxausti · G. Izagirre · J. Izagirre · Lastras · Lobato · Malori · Moreno · Plaza · D. Quintana · N. Quintana · Rojas · Sanz · Sütterlin · Szmyd · Valverde · Ventoso · Visconti
Amador · Anacona · Antón · Capecchi · Castroviejo · Dowsett · Erviti · Fernández · Gadret · Jesús Herrada · José Herrada · Intxausti · G. Izagirre · J. Izagirre · Lastras · Lobato · Malori · Moreno · D. Quintana · N. Quintana · Rojas · Sanz · Soler · Sutherland · Sütterlin · Valverde · Ventoso · Visconti
Amador · Anacona · Arcas · Betancur · Castroviejo   · Dowsett · Erviti · Fernández · Jesús Herrada · José Herrada · G. Izagirre · J. Izagirre · Lobato · Malori · D. Moreno · J. Moreno · Oliveira · Pedrero · D. Quintana · N. Quintana · Rojas · Soler · Sutherland · Sütterlin · Valverde · Ventoso · Visconti  · Carapaz (stagiair)
Battaglin · Bennett · Boom · Bouwman · Campenaerts   · Castelijns · Clement · De Tier · van Emden · Gesink · Groenewegen · Jansen · Keizer · Kruijswijk · Lammertink · Leezer · Lindeman · Lobato · Martens · Olivier · Roglič · Roosen · Tankink · Tolhoek · Van den Broeck · Van Hoecke · Vermeulen · Wagner · Wynants · Janssen (stagiair)
Bagioli · Bou · Canola · D. Cima · I. Cima · Cunego · Grosu · Hatsuyama · Ito · Kobayashi · Lobato · Marangoni · Nakane · Nishimura · Ponzi · Santaromita · Tizza · Uchima · Yoshida · Zaccanti
Angulo · Aristi · Azparren · Azurmendi · Ballarin · Bizkarra · Bou · Canal · Cuadrado · Etxeberria · Goikoetxea · Iribar · Irizar · Isasa · Iturria · Juaristi · Lobato · Martín · Maté ·  Soto · Lasa (stagiair) · Mintegui (stagiair)
E. Azparren · X. Azparren · Azurmendi · Ballarin · Berasategi · Bizkarra · Bou · Canal · Cuadrado · Etxeberria · Goikoetxea · Iribar · Isasa · Iturria · Juaristi · Lobato · López de Abetxuko · Martín · Maté ·  Soto